# Složené oko

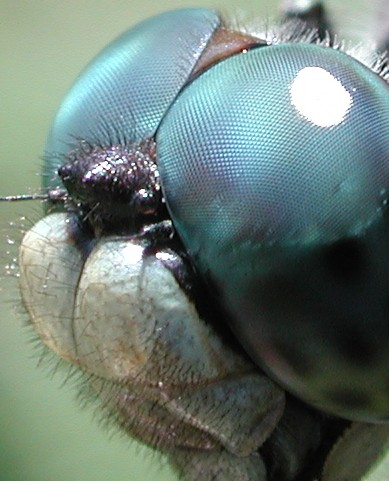
Složené oko vážky

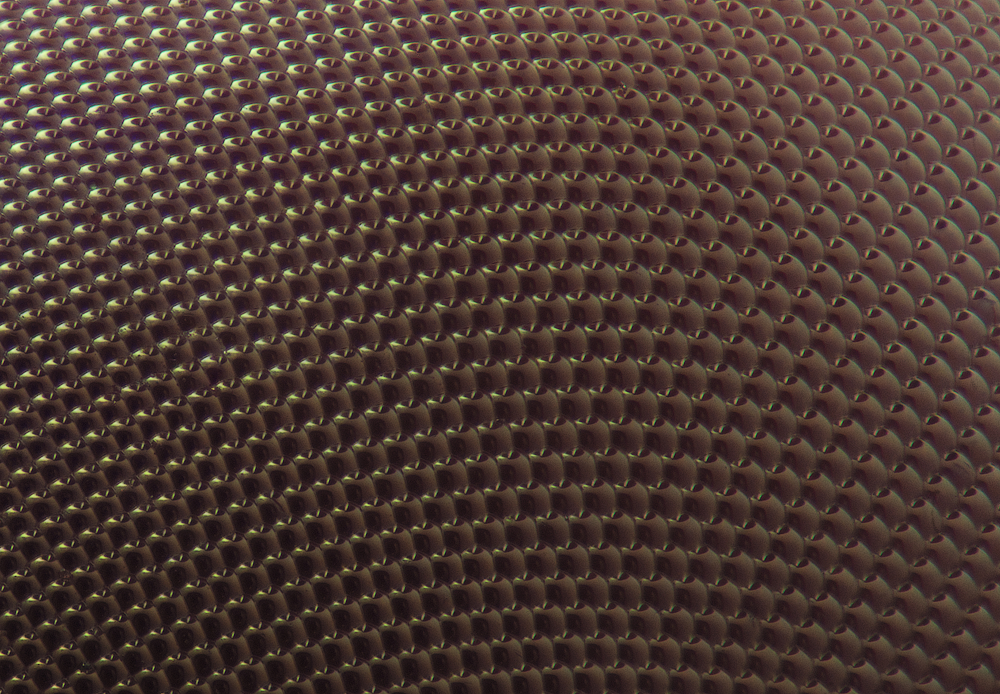
Složené oko mouchy domácí pod mikroskopem

Složené oči (fasetové) jsou typy očí, které jsou hlavním zrakovým orgánem u korýšů a naprosté většiny hmyzích dospělců, u velké většiny vývojových stádií hmyzu s nedokonalou proměnou (u vývojových stádií hmyzu s dokonalou proměnou se tato forma zraku nevyskytuje).
Tento druh zraku je zaměřen na jiné priority než je tomu u člověka, a proto je vnímání okolí výrazně odlišné. Velkou výhodou složených očí je schopnost lépe vnímat pohyb a velký zorný úhel. Další výhodou je možnost fungování i při mikroskopické velikosti, kdy by efektivní funkci jednoduchých očí znemožnil ohyb světla na otvoru panenky. I při značné relativní velikosti pokrývají složené oči jen povrch hlavy. Nevýhodou složených očí je ale značná neostrost a mozaikovitost pohledu.

## Stavba složených očí

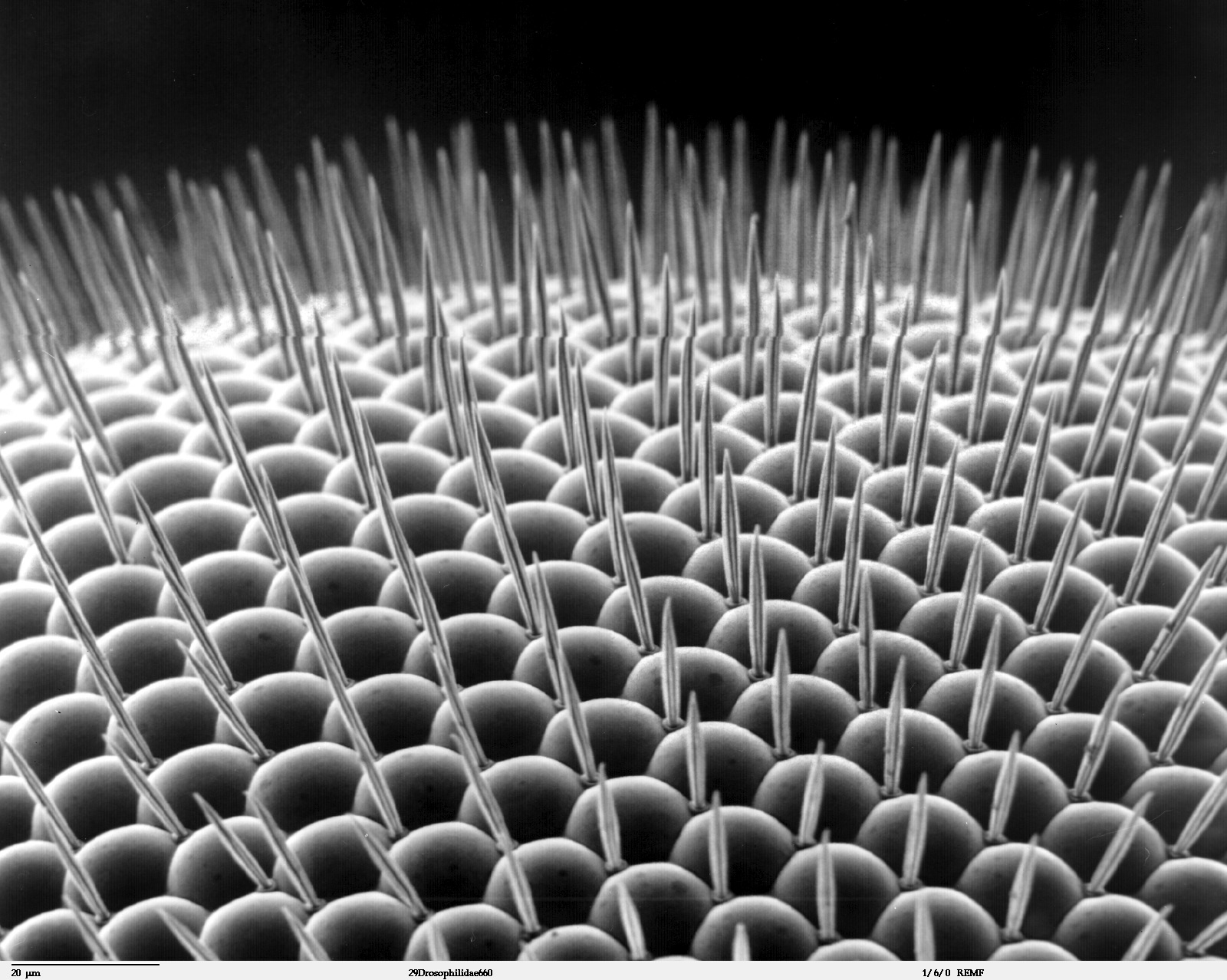
Složené oko pod mikroskopem

Složené oči jsou složeny z ommatidií, což jsou jednotlivá, navzájem si podobná očka, která samostatně vnímají obraz. Každé z ommatidií je trvale zaměřeno nepatrně jiným směrem (jedinec nemůže ovlivnit zaměření jednotlivého ommatidia). Z těchto jednotlivých obrazů pak živočich poskládá celkový obraz.
Počet ommatidií je druhově závislý, u společenského hmyzu se může lišit i v závislosti na specializaci jednotlivce. Obvyklý počet ommatidií ve složeném oku přesahuje 5 000. V literatuře[v jaké?] se běžně[kdy?] udává rozmezí od šesti (někteří mravenčí dělníci) do téměř 28 000 (některé druhy vážek) ommatidií v jednom složeném oku, tyto hodnoty je nutno chápat jako extrémní a přiblíží se k nim jen velmi málo druhů využívající tento typ očí. Počet ommatidií je limitován jednak velikostí oka a jednak nejmenším možným průměrem ommatidia. Při zmenšení tohoto průměru pod určitou mez je obraz pozměněn difrakčními (ohybovými) jevy, který vycházejí z fyzikálních vlastností světla.

## Vidění složeným okem

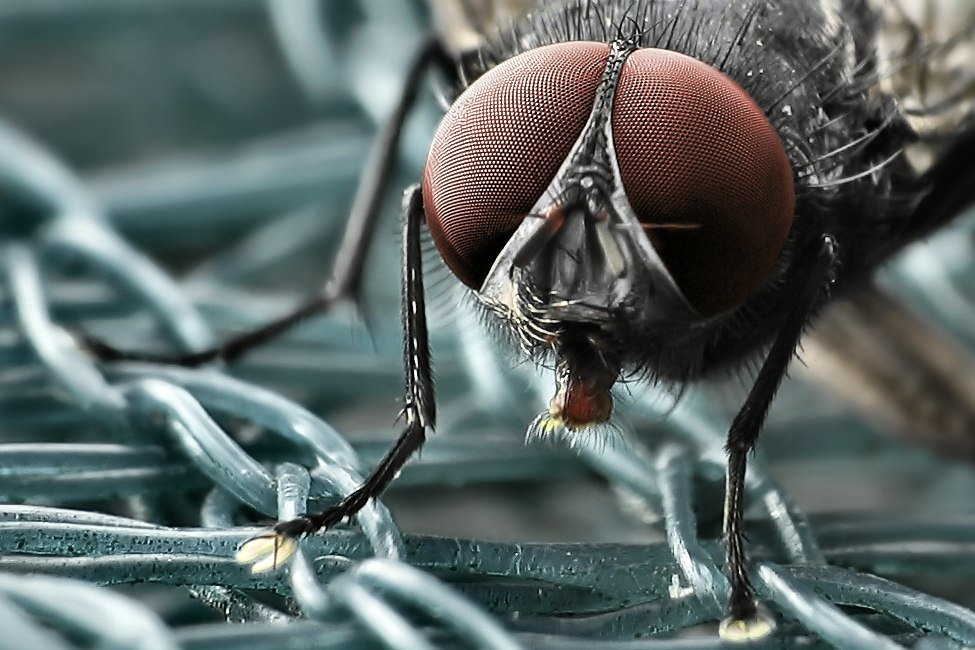
Složené oko much

Důsledkem vidění pomocí mnoha očí je mozaikovitý obraz, dalším důsledkem je nemožnost zaostřit a obraz živočicha se složeným okem je neostrý. Důsledkem této neostrosti je i neschopnost vidět malé předměty, tato schopnost je oproti lidskému zraku snížena několikanásobně (např. u vos bývá udáváno zhruba 25krát).
Důležitou výhodou tohoto zraku je zvětšení zorného pole, které je v některých případech tak velké, že hmyz vidí i dozadu, čímž snižuje pravděpodobnost, že bude překvapen predátorem.
Pohyb je vnímán jako přechod z jednoho očka do druhého, to co je mezi nimi, pak živočich nevidí. To umožňuje vnímat více impulzů a lépe a včas na pohyb reagovat. Počet impulzů za sekundu je druhově závislý a pohybuje se mezi 8 a 200 fps (např. u včel), nejběžnější hodnota je mezi 60 a 120 fps (pro srovnání, člověk vnímá pohyb jako plynulý při 24 fps). Hmyzu tak pohyb většinově připadá pomalejší než lidem. Tato hodnota udává, při kolika impulzech za sekundu je pohyb vnímán jako plynulý.

### Vidění barev
Vnímání barev pomocí složených očí je radikálně odlišné od vnímání barev běžného u člověka. Tento rozdíl je způsoben jinými zrakovými pigmenty. Hmyz tak vnímá barvy, které člověk nedokáže vnímat (ultrafialové světlo) a zároveň nevnímá barvy, které člověk vnímá (červenou barvu).
Se složeným okem jsou většinově spojeny dva typy pigmentů, pomocí nichž je možno vnímat barvy. První z nich reaguje na ultrafialové (vlnová délka cca 360 nm) a modré světlo (cca 480 nm) a druhý typ reaguje na zelené a žluté světlo (cca 550 nm).
Některé druhy hmyzu (např. motýli) mají i třetí druh pigmentů a vnímají tak rozmezí od ultrafialového po zelené světlo (tj. 360 až 580 nm). Člověk vnímá vlnové délky v rozmezí mezi 400 a 750 nm. To znamená, že živočichové se složeným okem nevidí červenou barvu.
Schopnost vnímat ultrafialové světlo je pro hmyz velmi důležitá, neboť mnoho květů obsahuje ultrafialové barvy, kterými se snaží přilákat hmyz. Motýli tuto barvu často využívají na svých křídlech k přilákání partnera.

### Navigace
Složené oko je schopno vnímat i polarizované světlo, tato schopnost je zajímavá především pro létající hmyz, který díky této schopnosti používá zrak k navigaci. Je totiž schopen určit polohu Slunce či Měsíce i v případě, že jsou tato tělesa skryta za mraky. Tato schopnost je rovněž využívána k určení času.
Zároveň noční létající hmyz tuto schopnost využívá k udržení přímého směru letu a ke směrové orientaci. Tento jev využívají např. včely při návratu do úlu, proto stačí velmi malý posun úlu a včely, které byly mimo úl, nenajdou cestu zpět. Při letu je intenzita světla víceméně stejná v obou očích, pokud tomu tak není, vyrovná svoji dráhu rychlejším pohybem křídel na jedné straně. Toto chování vede k tomu, že hmyz naráží na umělé osvětlení, protože takové osvětlení je příliš blízko a každé oko tak vnímá jinou intenzitu světla, neustálá korekce tohoto jevu skončí srážkou s tímto světelným zdrojem. Není tedy pravdou, že hmyz je světlem přitahován, jedná se pouze o chybu v jeho navigačním chování.

## Vyhodnocování vjemů
U složeného oka dochází k základnímu zpracování informace již v oku a teprve poté je informace předána mozku. Takové předvyhodnocování je zaměřeno na rozlišení a zesílení kontrastů a umožňuje rychlejší reakci.

## Rozdělení složených očí
Jednotlivá ommatidia jsou od sebe oddělena pláštěm, který obsahuje pigmentové buňky. Podle způsobu, jak se tyto pigmentové buňky chovají, lze rozdělit tyto oči na dva základní typy.

### Apoziční složené oko
Je takové oko, které má v plášti jednotlivých ommatidiích pigmentové buňky pohlcující světlo. To znamená, že při osvětlení jednoho ommatidia nedochází k přechodu světla do sousedních ommatidií. Tento typ očí nalezneme zpravidla u denních živočichů, kteří jsou aktivní při dostatku světla.

### Superpoziční složené oko
Superpoziční oko má pigmentu pohlcující světlo méně a při osvětlení jednoho ommatidia proniká světlo i do sousedních ommatidií, čímž dochází k zesílení světla. Pokud intenzita světla dosáhne určité (druhově rozdílné) meze, chová se superpoziční oko jako apoziční oko.
Rozdíl v chování superpozičního a apozičního oka způsobuje, že u apozičního oka dopadá na jednotlivé ommatidium světlo z výrazně menšího zorného úhlu a jejich obraz je tedy výrazněji neostřejší a více mozaikovitý. Superpoziční oko poskytuje méně mozaikovitý a ostřejší obraz, což je vykoupeno větším zkreslením a zpravidla i menším počtem ommatidií. Superpoziční oko se zpravidla vyskytuje u nočních živočichů, kteří spoléhají spíše na jiné smysly než je zrak.

## Zvláštnosti
Někteří dobří letci, zpravidla se jedná o živočichy, kteří mají extrémně vysoký počet ommatidií (zhruba nad 20 000), mají v rámci složeného oka ommatidia zorganizována do určitých specializovaných oblastí. Zploštění těchto oblastí vyrovnává zkreslení a mozaikovitost vidění, takový hmyz pak na určitou vzdálenost vidí ostře. Toto je důležité jen u dobrých letců, aby nenarazili do překážky nebo se nestali obětí predátora.
U některých druhů hmyzu lze najít přechod od primitivních forem očí ke složenému oku.
U Scutigeromorpha se vyskytuje tzv. pseudosložené oko, které se podobá složenému oku, ale je to pouze shluk oček zvaných ocelli.